# درک بریگز
درک ارنست گیلمور بریگز (انگلیسی: Derek Ernest Gilmor Briggs؛ زادهٔ ۱ اکتبر ۱۹۵۰) یک دانشمند در زمینه دیرینه‌شناسی است. 
او دیرین‌شناس دانشگاه ییل است.